# Xã Plain, Quận Wayne, Ohio
Xã Plain (tiếng Anh: Plain Township) là một xã thuộc quận Wayne, tiểu bang Ohio, Hoa Kỳ. Năm 2010, dân số của xã này là 3.088 người.